# پوله (استان آرخانگلسک)
پوله (به لاتین: Pole) یک منطقهٔ مسکونی در روسیه است که در استان آرخانگلسک واقع شده‌است.